# ルイジ・バルトリーニ
ルイジ・バルトリーニ（Luigi Bartolini、1892年2月8日 - 1963年5月16日）はイタリアの小説家、画家。映画『自転車泥棒』の原作者。